# Michael Fitzgerald
Michael Fitzgerald (sinh ngày 17 tháng 9 năm 1988) là một cầu thủ bóng đá người Nhật Bản gốc New Zealand.

## Đội tuyển bóng đá quốc gia New Zealand
Michael Fitzgerald thi đấu cho đội tuyển bóng đá quốc gia New Zealand từ năm 2011.

## Thống kê sự nghiệp
| Đội tuyển bóng đá New Zealand | Đội tuyển bóng đá New Zealand | Đội tuyển bóng đá New Zealand |
| Năm                           | Trận                          | Bàn                           |
| ----------------------------- | ----------------------------- | ----------------------------- |
| 2011                          | 3                             | 0                             |
| Tổng cộng                     | 3                             | 0                             |